# Tournon-Saint-Pierre
Tournon-Saint-Pierre – miejscowość i gmina we Francji, w Regionie Centralnym, w departamencie Indre i Loara.
Według danych na rok 1990 gminę zamieszkiwały 593 osoby, a gęstość zaludnienia wynosiła 40 osób/km² (wśród 1842 gmin Regionu Centralnego Tournon-Saint-Pierre plasuje się na 610. miejscu pod względem liczby ludności, natomiast pod względem powierzchni na miejscu 890.).